# Psychotria cookei
Psychotria cookei är en måreväxtart som beskrevs av John William Moore. Psychotria cookei ingår i släktet Psychotria och familjen måreväxter. Inga underarter finns listade i Catalogue of Life.